# Patrick Ochan
Patrick Ochan (Kampala, 8 agosto 1988) è un calciatore ugandese, centrocampista del Mazembe.

## Palmarès

### Club

#### Competizioni nazionali
- Ugandan Premier League: 3

U.R.A.: 2006, 2007, 2009
- Campionato etiope: 2

Saint-George: 2007-2008, 2009-2010
- Campionato di calcio della Repubblica Democratica del Congo: 4

TP Mazembe: 2011, 2012, 2013, 2014
- Supercoppa del Congo: 2

2013, 2014

#### Competizioni internazionali
- CAF Super Cup: 2

2010, 2011